# Södra Freberga
Södra Freberga är en tätort strax söder om Motala i Motala kommun i Östergötlands län.